# Ревуцька Любов Михайлівна
Любо́в Миха́йлівна Реву́цька (24 січня 1953 — 1 квітня 1994) — українська художниця, поетеса, мистецтвознавець.

## Біографія
Народилася 24 січня 1953 року в селищі Путила Чернівецької області у родині журналіста і педагога Михайла Олександровича і Валентини Іванівни Ревуцьких. Закінчила Путильську середню школу і Львівський інститут образотворчого і прикладного мистецтва. Працювала у Чернівецькому художньому фонді, мистецтвознавцем в обласному управлінні культури. Після довготривалої і важкої хвороби 1 квітня 1994 року померла.

## Персональні виставки
- У редакції газети «Молодий буковинець» (1993).
- Чернівецький художній музей (1995, 2003).
- Експозиція на Чернівецькому телебаченні (Малюнки до дитячих казок телепередачі «Чарівне горнятко»).

## Картини художниці
- У вікно заглядає темна ніч.
- У полум'ї свічки.
- Маки.
- Діва Марія і малий Ісусик.
- Крислаті три груші.
- Сестра Водиця.
- Осінній день.
- Перед світанком.
- Літо.
- Трави.
- Чародій-топірець.
- Явір закоханих.
- Яблука з нічного неба.
- Пролісок.
- Суниці.

## Висловлювання про творчість Любові Ревуцької
- …Любов Ревуцька була нелише художницею, але й поетом. Її рядки — то гімн Життю, її величності Людині, вічно юній і бажаній Любові. Вона кохалась у мелодіях Чайковського, захоплювалась «диханням весни» Левітана…Юхим Гусар, літератор, краєзнавець.]
- Творам художниці притаманний вдумливий підхід до зображення натури. Уважно вдивляється вона у земну красу і пестливо вимальовує світ, уквітчаний ніжними травами і метеликами…Дугаєва Тетяна Ігорівна, мистецтвознавець].
- Любов Ревуцька відбулась як художниця. Це виразно видно в полотнах початку дев'яностих років. Як багато говорить нам ота свічка, крізь полум'я якої проступає драма покоління, котре формувалось при «розвинутому соціалізмі». І засторога, і осуд, і покаяння тісно переплелися у творахживописця.  Лазарук Мирослав Ярославович, письменник].
- …Рідко хто знав, що Слово для неї важило в житті чимало ось батько, Михайло Ревуцький, приніс в редакцію кілька літературних окрушин дочки, які мов промені лагідного сонця, освітили весняний простір, наче повернули її до нас із небуття. Тамара Севернюк, поетеса.]
- …те, що вдалося зібрати, засвідчує небуденний талант і пошук художниці, яка пробувала себе і в живописі, і в графіці, і в мультиплікації. Галина Тарасюк, письменниця],Юхим Гусар, журналіст].‎